# Хор, Эдвард
Эдвард Хор (англ. Edward Hore); 17 ноября 1849, Найтсбридж — неизвестно) — британский яхтсмен, бронзовый призёр летних Олимпийских игр 1900.
На Играх участвовал в двух соревнованиях — среди яхт 3—10 тонн вместе с Х. Джефферсоном и Говардом Тейлором на яхте Bona Fide и среди яхт 10—20 тонн на Laurea. В первом соревновании его команда стала чемпионами с результатом 4:14:58, однако МОК не упоминает его в списке медалистов в этом соревновании, поэтому формально он не получил золотую награду. Во второй дисциплине он занял в итоге третье место, выиграв одну гонку, занял третье место во второй и не финишировал в третьей.